# Our Farewell
Our Farewell – pierwszy singiel grupy Within Temptation z ich drugiego albumu Mother Earth.

## Lista utworów
| Nr | Tytuł utworu                   | Długość |
| -- | ------------------------------ | ------- |
| 1. | „Our Farewell” (Radio Version) |         |
| 2. | „Dark Wings”                   |         |